# Родной язык
Родно́й язы́к — одно из важнейших понятий социолингвистики и этнологии, которое в настоящее время приобрело междисциплинарный статус. Как и многие другие «естественные» понятия, представление о «родном языке» в науке формализуется по-разному, в зависимости от того, какой признак прототипического «родного языка» выдвигается на передний план. Среди критериев, определяющих язык как «родной», обычно называют:
1. порядок и тип усвоения (родной язык — обычно первый и усвоенный естественным путём, без специального обучения, от родителей — носителей языка),
2. качество усвоения, родной язык — тот, на котором индивид осуществляет мыслительную деятельность (обычно на родном языке индивид говорит, пишет, читает и думает гораздо лучше, чем на каких-либо других языках),
3. широту употребления (родной язык самый употребляемый),
4. наличие или отсутствие внутренней эмоциональной связи с языком (родной язык определяется как внутренне самый близкий, на нём лучше воспринимается поэзия и прочее),
5. внешнюю идентификацию (как другие определяют родной язык индивида)[2][3][4].

## Язык, усвоенный без обучения в детстве
Согласно достаточно распространённой концепции (В. И. Беликов и Л. П. Крысин, Д. Кристал), родной язык — это язык, который человек усваивает с раннего детства без специального обучения, находясь в соответствующей языковой среде («первый язык»). Ребёнок может усвоить с раннего детства в той или иной мере и несколько языков, в этом случае у него может быть два и более родных языков. Язык, усваиваемый в ходе специального обучения или в языковой среде в более старшем возрасте, называется «вторым языком» (их также может быть несколько). Однако ряд авторов проводит разграничение между родным и первым языком, имея в виду случаи, когда родной язык человека угасает, а на первый план выходит язык, усвоенный параллельно или позже. Н. Б. Вахтин и Е. В. Головко специально подчёркивают, что «материнский язык — не обязательно родной, родной язык — не обязательно первый».

## Функционально первый язык
Она по-русски плохо знала,
Журналов наших не читала,
И выражалася с трудом
На языке своем родном,

Итак, писала по-французски…
По другой концепции, родной язык отождествляется с языком, на котором человек мыслит без дополнительного самоконтроля, с помощью которого легко и естественно выражает свои мысли в устной и письменной форме и которым человек «владеет с наибольшей глубиной и полнотой, на котором легче, быстрее и проще ему мыслится, который является для него наиболее привычной и удобной формой выражения мысли и языкового общения» (основной или функционально первый язык). Ряд авторов, напротив, считают, что понятия родного и функционально первого языка не равнозначны. В социолингвистических работах подчёркиваются недостатки идентификации понятия «родной язык» третьими лицами на основе той или иной компетенции, поскольку нередки случаи, когда двуязычные люди лучше знают один язык (например, если они получили на нём образование), однако ощущают более крепкую аффективную привязанность к другому, который считают родным.

## Язык этнической самоидентификации
По третьей концепции, родным языком признаётся язык народа или этнической группы, к которой относится человек, язык, связывающий его с предыдущими поколениями, их духовными приобретениями, служащий фундаментом этнической и национальной самоидентификации. Этническая трактовка термина «родной язык» отвергается рядом российских авторов. Так, В. И. Беликов и Л. П. Крысин отличают понятие родного языка от этого понятия, обозначая последнее термином «этнический язык». Родной язык может соответствовать национальности, но может и не совпадать с ней (нередкое явление, особенно в условиях глобальных миграционных процессов, характерных для XX—XXI веков).
Для привлечения внимания к проблеме сохранения языкового многообразия ЮНЕСКО учредила Международный день родного языка.